# Phare du Sénéquet
Le phare du Sénéquet se trouve sur le rocher du même nom à 3,8 km au large de Gouville-sur-Mer. C'est une construction en pierres apparentes peinte en blanc, avec soubassement et lanterne en noir.
D'abord simple tourelle de balisage dépourvue de feu, le site sera transformé après le naufrage (sans perte de vies humaines) de l'aviso à roues l'Antilope qui s'éventre par temps de brouillard juste à côté du Sénéquet le 14 décembre 1858 en se portant au secours d'un voilier de commerce en difficulté devant Carteret (source site Wikimanche)  Même si la coque en bois, battue par les lames et les marées, a aujourd'hui disparu, le massif vilebrequin ainsi que quelques débris de la machine et des roues à aubes sont visibles aux basses mers de vives eaux au point géographique 49.04.815N 01.39.936W et sont un site très apprécié par les pêcheurs à pied

## Historique
- En 1861, allumage d'un feu fixe rouge de 3e ordre sur la tourelle tronconique.
- En 1897, le feu est remplacé par un feu blanc et rouge à 3 occultations toutes les 18 s.
- En 1938, transformation en feu à 3 occultations toutes les 12 s, avec une alimentation au gaz propane.
- En 1942, l'optique est détruite.
- En 1948, allumage d'un feu à 3 éclats/ 12 s.

## Phare actuel
Il a été modifié par le démontage de sa lanterne, en 1981.
Il est alimenté par aérogénérateur.

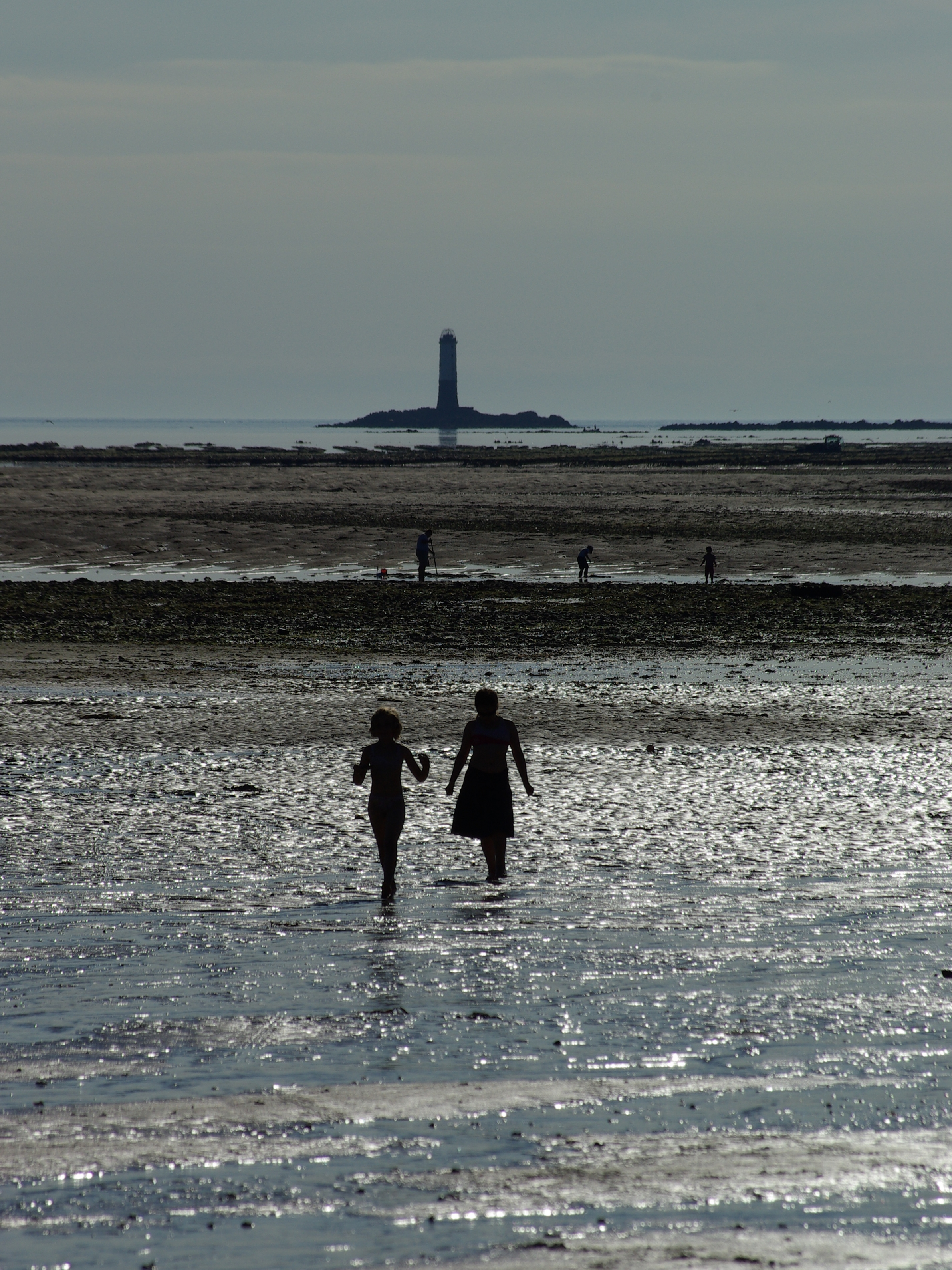
Le phare à marée basse.